# Gouka
Gouka est l'un des neuf arrondissements de la commune de Bantè dans le département des Collines au Bénin.

## Géographie
Gouka est situé au centre du Bénin et compte 11 villages que sont :
1. Galata 
2. Galata-Igberi 
3. Gbèdjè
4. Gouka
5. Kafégnigbé
6. Kamala-Idjou
7. Mamatchoké
8. Mayamon
9. Montèwo- Atakè- Agbado
10. Sako
11. Zongo

## Démographie
Selon le recensement de la population de 2013 conduit par l'Institut national de la statistique et de l'analyse économique (INSAE), Gouka compte 17 673 habitants  .